# Campeonato Europeo de Ciclismo en Ruta de 2024
El IX Campeonato Europeo de Ciclismo en Ruta se realizó en Limburgo (Bélgica) entre el 11 y el 15 de septiembre de 2024, bajo la organización de la Unión Europea de Ciclismo (UEC) y la Unión Ciclista de Bélgica.
El campeonato constó de carreras en las especialidades de contrarreloj y de ruta, en las divisiones élite masculino, élite femenino, femenino sub-23 y masculino sub-23; además se disputó una contrarreloj por relevos mixtos. En total se otorgaron nueve títulos de campeón europeo en las divisiones élite y sub-23.

## Programa
El programa de competiciones es el siguiente:
| Día              | Prueba                          | Trayecto               | Distancia (km) | Ganador                             |
| ---------------- | ------------------------------- | ---------------------- | -------------- | ----------------------------------- |
| Contrarreloj     |                                 |                        |                |                                     |
| 11 de septiembre | Contrarreloj sub-23 femenina    | Heusden-Zolder–Hasselt | 31,2           | Anniina Ahtosalo · ( Finlandia)     |
| 11 de septiembre | Contrarreloj sub-23 masculina   | Heusden-Zolder–Hasselt | 31,2           | Alec Segaert · ( Bélgica)           |
| 11 de septiembre | Contrarreloj élite femenina     | Heusden-Zolder–Hasselt | 31,2           | Lotte Kopecky · ( Bélgica)          |
| 11 de septiembre | Contrarreloj élite masculina    | Heusden-Zolder–Hasselt | 31,2           | Edoardo Affini · ( Italia)          |
| 12 de septiembre | Contrarreloj por relevos mixtos | Heusden-Zolder–Hasselt | 52,3           | Italia                              |
| Ruta             |                                 |                        |                |                                     |
| 13 de septiembre | Ruta sub-23 femenina            | Heusden-Zolder–Hasselt | 101,4          | Sofie van Rooijen · ( Países Bajos) |
| 13 de septiembre | Ruta sub-23 masculina           | Heusden-Zolder–Hasselt | 162,0          | Huub Artz · ( Países Bajos)         |
| 14 de septiembre | Ruta élite femenina             | Heusden-Zolder–Hasselt | 162,0          | Lorena Wiebes · ( Países Bajos)     |
| 15 de septiembre | Ruta élite masculina            | Heusden-Zolder–Hasselt | 222,8          | Tim Merlier · ( Bélgica)            |

## Resultados

### Masculino
- Contrarreloj individual

| Puesto | Ciclista        | País   | Tiempo   |
| ------ | --------------- | ------ | -------- |
| Oro    | Edoardo Affini  | Italia | 35:15,47 |
| Plata  | Stefan Küng     | Suiza  | 35:25,07 |
| Bronce | Mattia Cattaneo | Italia | 35:35,14 |

- Ruta

| Puesto | Ciclista      | País         | Tiempo  |
| ------ | ------------- | ------------ | ------- |
| Oro    | Tim Merlier   | Bélgica      | 4:37:09 |
| Plata  | Olav Kooij    | Países Bajos | 4:37:09 |
| Bronce | Madis Mihkels | Estonia      | 4:37:09 |

### Femenino
- Contrarreloj individual

| Puesto | Ciclista                | País         | Tiempo   |
| ------ | ----------------------- | ------------ | -------- |
| Oro    | Lotte Kopecky           | Bélgica      | 39:00,79 |
| Plata  | Ellen van Dijk          | Países Bajos | 39:44,39 |
| Bronce | Christina Schweinberger | Austria      | 40:03,76 |

- Ruta

| Puesto | Ciclista      | País         | Tiempo  |
| ------ | ------------- | ------------ | ------- |
| Oro    | Lorena Wiebes | Países Bajos | 3:56:34 |
| Plata  | Elisa Balsamo | Italia       | 3:56:34 |
| Bronce | Daria Pikulik | Polonia      | 3:56:34 |

### Masculino sub-23
- Contrarreloj individual

| Puesto | Ciclista         | País         | Tiempo   |
| ------ | ---------------- | ------------ | -------- |
| Oro    | Alec Segaert     | Bélgica      | 35:06,32 |
| Plata  | Jakob Söderqvist | Suecia       | 35:37,15 |
| Bronce | Wessel Mouris    | Países Bajos | 35:40,88 |

- Ruta

| Puesto | Ciclista        | País         | Tiempo  |
| ------ | --------------- | ------------ | ------- |
| Oro    | Huub Artz       | Países Bajos | 3:22:33 |
| Plata  | Niklas Behrens  | Alemania     | 3:22:33 |
| Bronce | Léandre Lozouet | Francia      | 3:22:44 |

### Femenino sub-23
- Contrarreloj individual

| Puesto | Ciclista            | País       | Tiempo   |
| ------ | ------------------- | ---------- | -------- |
| Oro    | Anniina Ahtosalo    | Finlandia  | 40:54,78 |
| Plata  | Antonia Niedermaier | Alemania   | 41:23,88 |
| Bronce | Marie Schreiber     | Luxemburgo | 41:26,74 |

- Ruta

| Puesto | Ciclista            | País         | Tiempo  |
| ------ | ------------------- | ------------ | ------- |
| Oro    | Sofie van Rooijen   | Países Bajos | 2:26:21 |
| Plata  | Scarlett Souren     | Países Bajos | 2:26:21 |
| Bronce | Eleonora Gasparrini | Italia       | 2:26:21 |

### Mixto
- Contrarreloj por relevos

| Puesto | Ciclistas | País     | Tiempo     |
| ------ | --- | -------- | ---------- |
| Oro    | Edoardo Affini Mattia Cattaneo Mirco Maestri Elena Cecchini Vittoria Guazzini Gaia Masetti                      | Italia   | 1:01:43,16 |
| Plata  | Nils Politt Jannik Steimle Max Walscheid Lisa Klein Franziska Koch Mieke Kröger                                 | Alemania | 1:02:00,41 |
| Bronce | Edward Theuns Noah Vandenbranden Victor Vercouillie Alana Castrique Marion Norbert-Riberolle Jesse Vandenbulcke | Bélgica  | 1:03:16,16 |

## Medallero
| Núm. | País         | Oro | Plata | Bronce | Total |
| ---- | ------------ | --- | ----- | ------ | ----- |
| 1    | Países Bajos | 3   | 3     | 1      | 7     |
| 2    | Bélgica      | 3   | 0     | 1      | 4     |
| 3    | Italia       | 2   | 1     | 2      | 5     |
| 4    | Finlandia    | 1   | 0     | 0      | 1     |
| 5    | Alemania     | 0   | 3     | 0      | 3     |
| 6    | Suecia       | 0   | 1     | 0      | 1     |
| 6    | Suiza        | 0   | 1     | 0      | 1     |
| 8    | Austria      | 0   | 0     | 1      | 1     |
| 8    | Estonia      | 0   | 0     | 1      | 1     |
| 8    | Francia      | 0   | 0     | 1      | 1     |
| 8    | Luxemburgo   | 0   | 0     | 1      | 1     |
| 8    | Polonia      | 0   | 0     | 1      | 1     |
|      | TOTAL        | 9   | 9     | 9      | 27    |